# Pattinaggio di velocità a rotelle ai Giochi mondiali 2017
Il pattinaggio di velocità a rotelle ai Giochi mondiali 2017 si è svolto al Parco Millennium (in polacco Parku Milenijnym) di Breslavia dal 24 e al 25 luglio 2017.

## Partecipanti
- Argentina (5)
- Australia (1)
- Austria (1)
- Belgio (4)
- Cile (6)
- Cina (2)
- Taipei cinese (6)
- Colombia (5)
- Rep. Ceca (1)
- Ecuador (4)
- Francia (6)
- Germania (5)
- Guatemala (1)
- Hong Kong (1)
- Italia (6)
- Messico (2)
- Paesi Bassi (4)
- Nuova Zelanda (2)
- Polonia (6)
- Portogallo (2)
- Corea del Sud (3)
- Spagna (4)
- Svizzera (2)
- Stati Uniti (2)
- Venezuela (3)

## Podi

### Uomini
| Evento                                  | Oro               | Risultato | Argento        | Risultato | Bronzo            | Risultato |
| 200 m cronometro (dettagli)             | Ioseba Fernandez  |           | Simon Albrecht |           | Gwendal Le Pivert |           |
| 500 m sprint (dettagli)                 | Gwendal Le Pivert |           | Edwin Estrada  |           | Jhoan Guzman      |           |
| 10000 m gara a punti (dettagli)         | Bart Swings       |           | Daniel Niero   |           | Patxi Peula       |           |
| 20000 m gara ad eliminazione (dettagli) | Bart Swings       |           | Daniel Niero   |           | Patxi Peula       |           |

### Donne
| Evento                                  | Oro            | Risultato | Argento       | Risultato | Bronzo           | Risultato |
| 200 m cronometro (dettagli)             | Maria Moya     |           | Chen Ying-chu |           | An Yi-seul       |           |
| 500 m sprint (dettagli)                 | Mareike Thum   |           | Chen Ying-chu |           | Rocío Berbel Alt |           |
| 10000 m gara a punti (dettagli)         | Fabriana Arias |           | Sandrine Tas  |           | Johana Viveros   |           |
| 20000 m gara ad eliminazione (dettagli) | Johana Viveros |           | Sandrine Tas  |           | Mareike Thum     |           |